# Mac Forehand
Mac Forehand (Norwalk (Connecticut), 4 augustus 2001) is een Amerikaanse freestyleskiër die is gespecialiseerd in de slopestyle en de big air.

## Carrière
Bij zijn wereldbekerdebuut, in november 2017 in Milaan, eindigde Forehand op de tiende plaats. In november 2018 stond de Amerikaan in Stubai voor de eerste maal in zijn carrière op het podium van een wereldbekerwedstrijd. Op de wereldkampioenschappen freestyleskiën 2019 in Park City eindigde hij als vierde op het onderdeel slopestyle. Op 10 maart 2019 boekte Forehand in Mammoth Mountain zijn eerste wereldbekerzege. In het seizoen 2018/2019 won de Amerikaan de wereldbeker op het onderdeel slopestyle.

## Resultaten

### Wereldkampioenschappen
| Jaar | Plaats    | Resultaten    |
| ---- | --------- | ------------- |
| 2019 | Park City | 4e Slopestyle |

### Wereldbeker
Eindklasseringen
| Seizoen   | Algm | BA  | SS   |
| --------- | ---- | --- | ---- |
| 2017/2018 | 82e  | 8e  | 65e  |
| 2018/2019 | 11e  | 25e | Goud |
| 2019/2020 | 170e | 27e | –    |

Wereldbekerzeges
| Datum         | Plaats           | Onderdeel  |
| ------------- | ---------------- | ---------- |
| 10 maart 2019 | Mammoth Mountain | Slopestyle |